# Metoncholaimus trichospiculum
Metoncholaimus trichospiculum is een rondwormensoort uit de familie van de Oncholaimidae.